# In the Shade of the Old Apple Tree

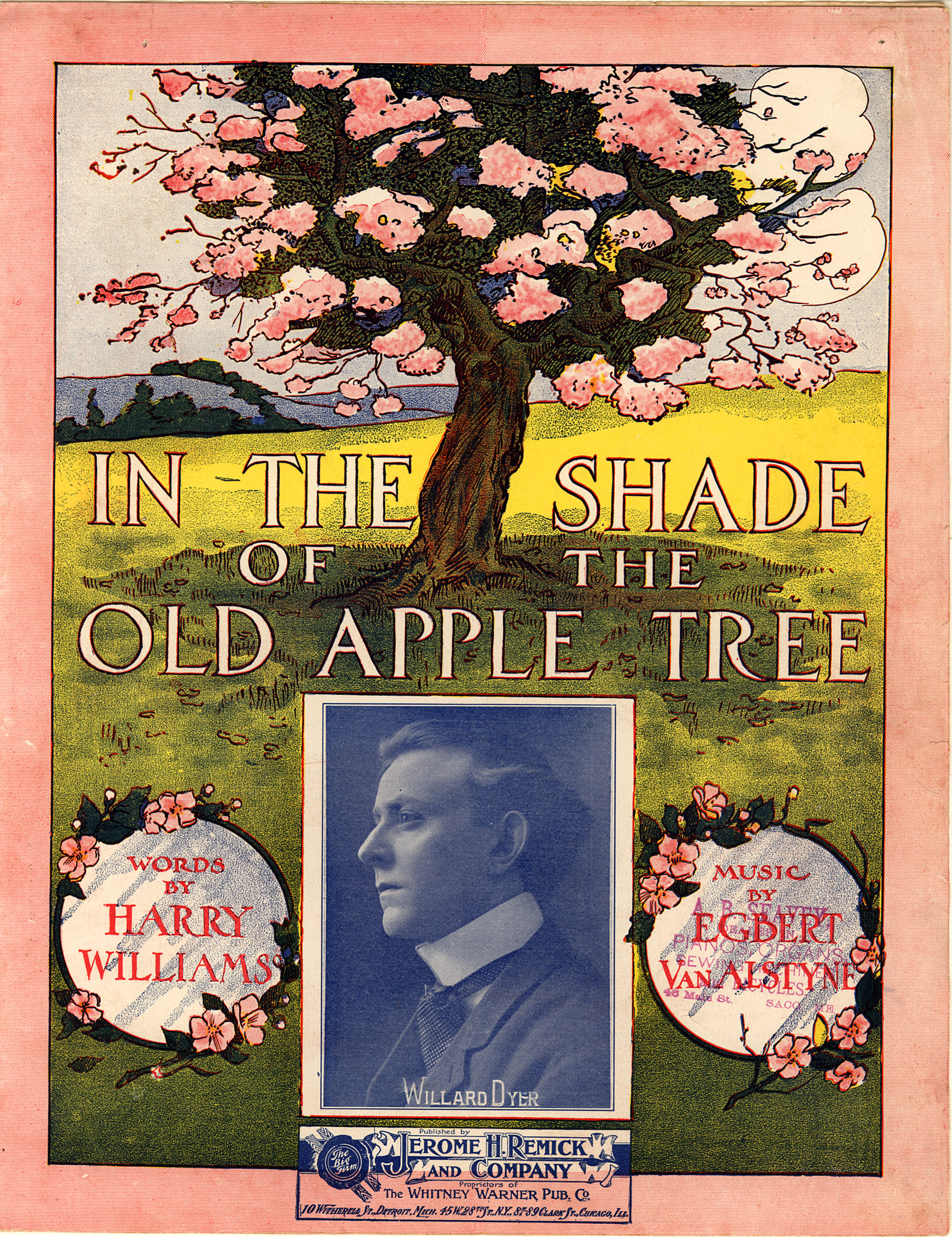
Cover der Notenausgabe von In the Shade of the Old Apple Tree (1905)

In the Shade of the Old Apple Tree ist ein Popsong, den Egbert Van Alstyne (Musik) und Harry H. Williams (Text) verfassten und 1905 veröffentlichten.

## Hintergrund
Das Songwriter-Team Alstyne und Williams schrieb ab der Jahrhundertwende eine Reihe von Tin Pan Alley Songs, nachdem beide von Michigan nach New York gekommen waren, wo sie als Lieder-Demonstratoren für den Musikverlag Remick arbeiteten. Aus Heimweh nach dem Mittleren Westen und auf Grund der Tatsache, dass sie im damaligen Central Park keinen einzigen Apfelbaum vorgefunden hatten, schrieben sie In the Shade of the Old Apple Tree; er wurde zum erfolgreichsten Song ihrer langjährigen Zusammenarbeit, obwohl er nach Williams’ Ansicht „der größte Müll [war], den ich je geschrieben habe“.

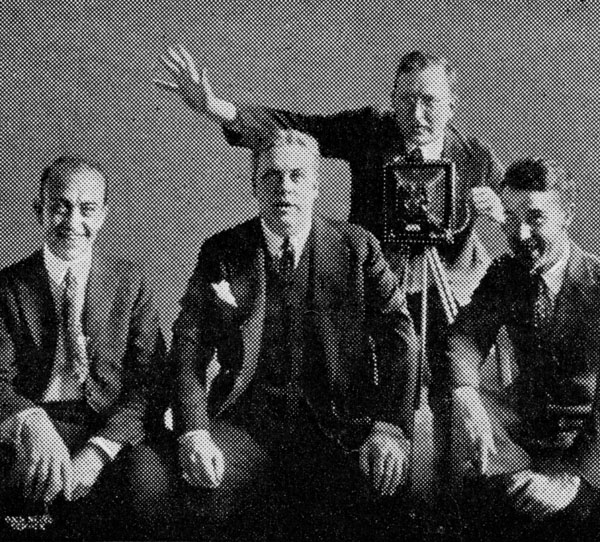
Das Peerless Quartet mit Henry Burr, ca. 1923

## Erste Aufnahmen und spätere Coverversionen
Zu den Musikern, die den Song ab 1905 aufnahmen, gehörte Henry Burr unter dem Pseudonym Irving Gillette), der mit seiner Version im April 1905 auf #1 der US-Charts kam und Burr zu großer Popularität in den USA verhalf. Ebenfalls erfolgreich in den amerikanischen Hitparaden waren die Plattenaufnahmen des Popsongs vom Hayden Quartet (#2) und Albert Campbell/Columbia Quartette. Billy Murray nahm 1905 eine Parodie auf den Song auf (Victor 4486). Weitere frühe Einspielungen des Songs stammen vom Peerless Quartet (mit Henry Burr) und den Crockett’s Kentucky Mountaineers (Brunswick).
Der Diskograf Tom Lord listet im Bereich des Jazz insgesamt 115 (Stand 2015) Coverversionen, u. a. von Gene Kardos, Duke Ellington (1933 (#13 der Charts) und 1945 als V-Disc), Claude Hopkins, Midge Williams, Louis Armstrong und The Mills Brothers (1937), Benny Goodman, The Smoothies, Bob Crosby, Jimmie Lunceford, Charlie Spivak, George Brunies, Johnny Hodges, Natty Dominique, Pete Rugolo, Ruby Braff, Johnny Wiggs, Russell Procope, Maxwell Davis, Marty Grosz, Gustav Brom, Jonah Jones, Chris Barber, George Lewis, die Dutch Swing College Band, Big Bill Bissonnette/Sammy Rimington und zahlreiche weitere Dixieland-Bands. Auch Homer and Jethro, Dean Martin (1953), Russ Conway (1961) und Leon Redbone (Any Time, 2001) nahmen den Song auf, der 1929 in dem gleichnamigen Zeichentrickfilm von Dave Fleischer Verwendung fand.